# 相馬眞太
相馬 眞太（そうま しんた、1999年1月3日 - ）は、日本の元俳優である。以前はスペースクラフトジュニアに所属していた。

## 略歴
- 2011年、短編映画『さよならボール』で俳優デビュー[1]。
- 2012年、映画『葬儀人アンダーテイカー』ではオーディションにて主役（少年時代）に即決、出演を果たす[2]。
- 2013年、『仮面ライダーウィザード』に準レギュラーとして出演。
- 2018年12月31日、7年間所属していた事務所を退所、以降フリーで活動[3]。
- 2022年1月3日、自身のTwitterにて芸能界引退を発表[4]。

## 人物
- 特技は空手[5]、テニス、水泳[6]。

## 出演作品

### テレビドラマ
- QP（2011年、日本テレビ） - 我妻涼（少年期） 役
- STAND UP!ヴァンガード（2012年5月3日、テレビ東京） - 三浦ヒロキ 役
- 八重の桜 第27 - 29回（2013年、NHK総合） - 会津少年兵 役
- 仮面ライダーウィザード 40・41話、48-51話（2013年、テレビ朝日） - 飯島譲 / 仮面ライダーメイジ 役
- 淋しい狩人（2013年9月20日、フジテレビ） - 万引き少年 役
- 軍師官兵衛（2014年3月30日、NHK総合） - 虎之助 役
- キャロリング〜クリスマスの奇跡〜 2話（2014年11月11日、NHK BSプレミアム） - 大和俊介（少年期） 役
- 水曜ミステリー9 罪火（2014年12月10日、テレビ東京） - 町村智人 役
- 金曜ロードSHOW! 特別ドラマ「結婚に一番近くて遠い女」（2015年3月6日、日本テレビ）- 男児 役
- スペシャルドラマ「洞窟おじさん完全版」第3話（2015年10月15日、NHK BSプレミアム） - 学生 役
- 連続ドラマW「5人のジュンコ」（2015年11月20日 - 、WOWOW）
- 重版出来! 8話（2016年、TBS）
- ON 異常犯罪捜査官・藤堂比奈子 第1話（2016年、フジテレビ） - 大友翔（幼少） 役

### 映画
- さよならボール（2011年） - 少年 役
- 葬儀人アンダーテイカー（2012年） - 少年・良一 役
- 仮面ライダー×仮面ライダー 鎧武&ウィザード 天下分け目の戦国MOVIE大合戦（2013年） - 飯島譲 / 仮面ライダーメイジ 役
- 零（2014年） - 中学生 役
- エイプリルフールズ（2015年）　- 中学生 役
- 俺物語!!（2015年） - 後輩 役

### CM
- 東京エレクトロン

「転校生」編
「転校生の父」編（2011年）
- 進研ゼミ中学講座

「新・勉強法スタート」編（2013年）
「気軽に質問カモン」編（2014年）
- 東京エレクトロン

「二人の進路」編（2013年）
「工場見学・自分の未来」編（2014年）
「知の館篇」編（2015年）
「図書館」編（2016年）

### 舞台
- 舞台「カードファイト!! ヴァンガード」〜バーチャル・ステージ〜 - 葛木カムイ 役
  - 舞台「カードファイト!! ヴァンガード」〜バーチャル・ステージ〜（2016年1月5日 - 11日、AiiA 2.5 Theater Tokyo）[7]
  - 舞台「カードファイト!! ヴァンガード」～バーチャル・ステージ～ リンクジョーカー編（2017年4月1日 - 9日、AiiA 2.5 Theater Tokyo）[8]
- ミュージカル『テニスの王子様』3rdシーズン（2016年 - 2018年） - 堀尾聡史 役[9]
  - 青学vs六角（2016年12月22日 - 2017年2月12日、TOKYO DOME CITY HALL 他）[10]
  - コンサート Dream Live 2017（2017年5月26日 - 28日、横浜アリーナ）[11]
  - 青学vs立海（2017年7月14日 - 10月1日、TOKYO DOME CITY HALL 他）[12]
  - TEAM Party SEIGAKU・ROKKAKU（2017年10月26日 - 11月5日、AiiA 2.5 Theater Tokyo 他）[13]
  - 青学vs比嘉（2017年12月21日 - 2018年2月18日、TOKYO DOME CITY HALL 他）[14][15]
  - コンサート Dream Live 2018（2018年5月5日 - 20日、神戸ワールド記念ホール 他）[16]

### 雑誌
- 週刊少年ジャンプ 2015年第15号読者プレゼントページ

### その他
- 法務省チャンネル人権啓発ビデオ「わたしたちの声 3人の物語」温かさを分け合って（2014年） - 真島満雄 役
- セキスイハイム　ブランド広告
- 道徳教材ドラマ「聲の形」（2015年）